# 薛剛反唐 (香港電視劇)
《薛剛反唐》（英語：Destined to Rebel），香港電視廣播有限公司古裝電視劇，此劇於1986年攝製，為薛家三部曲之最終章，由劉青雲、劉美娟、關禮傑及吳鎮宇領銜主演，蕭顯輝監製。
本劇未曾於無綫電視翡翠台播出，直至事隔20年後，在2006年6月12日於無綫經典台播出，乃為香港首播，《我們的...劉青雲》劇集系列之一，亦是劉青雲首部擔正為男主角的劇集。

## 劇情簡介
薛丁山與樊梨花殲滅楊藩後，楊藩冤魂不息，發下毒誓，要盡滅薛門。
唐初，高宗李治即位，後武則天把持朝政，欲利用太廟祭祖暗害皇帝，不料太廟倒塌，陰謀敗露。樊梨花洞悉天機，知其子薛剛乃楊藩附身，以報前世之仇，大駭之餘，欲為子除魔，但卻為楊附體的薛剛所殺。而薛剛因誤殺武后私生子而隻身逃亡，引致薛家被滿門抄斬，盡應天機。
武則天再藉花燈會謀朝篡位，自立為帝。薛剛及後得對他鍾情之永泰郡主及徐茂公之助，驅去心魔，並擁立太子李顯，又與郡主及徐茂公之孫徐賢到處尋找名將之後人，共舉勤王之師。最後往新唐國借兵，報仇復國，但功成後卻因功高震主，不為李顯所容，終為新主毒殺。

## 演員表
- 劉青雲 飾 薛　剛
- 劉美娟 飾 魏小思（永泰郡主）
- 關禮傑 飾 李　顯
- 吳鎮宇 飾 徐　賢（徐茂公之孫）
- 呂有慧 飾 武則天
- 張英才 飾 唐高宗李治
- 謝　賢 飾 薛丁山
- 李琳琳 飾 樊梨花
- 秦　煌 分飾 程咬金 / 程牛（程咬金之孫）
- 黃一飛 飾 福　伯（薛府管家）
- 歐陽震華 飾 秦　紅
- 郭　峰 飾 張天佐
- 嚴秋華 飾 張　保（張天佐之子）
- 邵美琪 飾 羅素娃（新唐國公主）
- 吳孟達 飾 羅克耶（新唐國國王）
- 夏　萍 飾 新唐國皇后
- 馮志豐 飾 小世子
- 曾慧雲 飾 春　花（永泰郡主之侍女）
- 何貴林 飾 武三思
- 陳中堅 飾 徐茂公
- 馮　國 飾 張昌宗
- 李揚道 飾 羅 昌
- 李樹佳 飾 尉遲敬
- 陳均榕 飾 李將軍（武則天手下）
- 何廣倫 飾 張保手下
- 麥子雲 飾 張保手下
- 孫季卿
- 萬梓良 飾 薛仁貴
- 黎漢持 飾 楊　藩
- 吳華山
- 盧國偉
- 曹　濟 飾 太醫
- 鄧汝超 飾 武則天手下，派往刺殺新唐國國王
- 石毅魂
- 區　嶽
- 黃宗賜 飾 官兵
- 陸應康 飾 大夫
- 羅麗娟 飾 樵夫妻
- 林嘉麗 飾 婉　兒（宮女）
- 何璧堅 飾 太廟看守官
- 王靜儀 飾 縣官女兒
- 凌　漢 飾 縣官
- 楊子韜
- 白　蘭
- 朱　剛 飾 大寨主
- 蘇漢生 飾 二寨主
- 曾楚霖 飾 四寨主
- 鄭君熾 飾 新唐國官員
- 李國平 飾 新唐國官員
- 吳瑞庭
- 梁少狄 飾 新唐國官員
- 曾健明 飾 樵夫

## 外部連結
- 無綫經典台網頁 - 薛剛反唐 (已失效) （页面存档备份，存于）
- 海外錄影帶海報：越南語錄影帶　越南語DVD
- 《薛剛反唐》分集劇情介紹
- 《薛剛反唐》片頭 （页面存档备份，存于）
- 《薛刚反唐》原文阅读 （页面存档备份，存于）